# Número de Karlovitz
El número de Karlovitz (Ka) es un número adimensional que se utiliza en combustión turbulenta, y relaciona la escala de tiempo de la reacción química {\displaystyle \tau _{c}} y la escala de tiempo de turbulencia {\displaystyle \tau _{\eta }} (escala de Kolmogórov).
| Símbolo                       | Nombre                          | Unidad |
| ----------------------------- | ------------------------------- | ------ |
| {\displaystyle \mathrm {Ka} } | Número de Karlovitz             |        |
| {\displaystyle \tau _{c}}     | Tiempo de la reacción química   | s      |
| {\displaystyle \tau _{\eta }} | Escala de tiempo de turbulencia | s      |

Si Ka << 1 la reacción química ocurre mucho más rápido que las escalas turbulentas. La turbulencia no altera la estructura de la llama y la zona de reacción química permanece en condición laminar.
El número de Karlovitz está relacionado al número de Damköhler (Da).
| Símbolo                               | Nombre              |
| ------------------------------------- | ------------------- |
| {\displaystyle \mathrm {Ka} }         | Número de Karlovitz |
| {\displaystyle \mathrm {Da_{\eta }} } | Número de Damköhler |

Ambos números adimensionales, juntamente con el número de Reynolds, se utilizan para caracterizar la combustión turbulenta mediante la construcción del diagrama de combustión turbulenta premezclada.
- Datos: Q9051307